# Hermann Berthold
August Hermann Berthold (19 de agosto de 1831– 23 de dezembro de 1904) foi um impressor Prussiano. Ele fundou a empresa Berthold Type Foundry. . Antes não havia um sistema uniforme de escrever. Ou seja, as gradações entre os tamanhos de fonte e a altura da fonte, ou as cartas foram tratadas de forma diferente nos países.

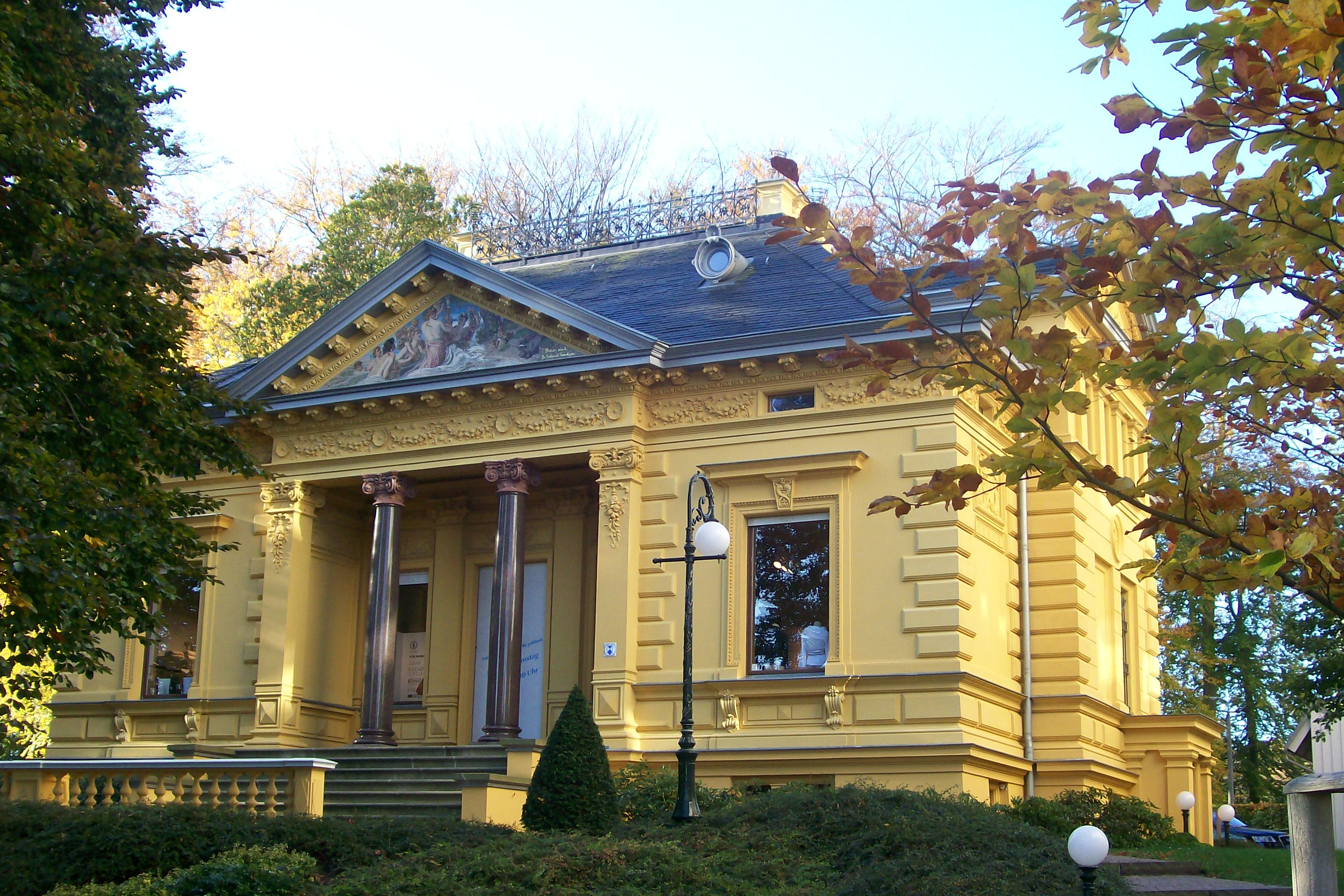
casa de Hermann Berthold em Heringsdorf